# محمد الطاهر بن دومة
العلامة الشيخ محمد الطاهر بن دومة هو من بين الشخصيات القوية التي أنجبتها مدينة تقرت حيث أن أعماله ومواقفه الثابتة لحد اليوم تشهد عليه.

## نسبه و نشاته
هو الشيخ محمد الطاهر بن دومة بن عمر بن الطيب بن دومة ولد سنة 1918 الموافق لسنة 1338 هـ بتبسبست دائرة تقرت كان والده حافظا لكتاب الله.توفي والده وهو مازال صغيرا فكفله عمه أبو السعيد الذي تزوج امه لاحقا فشب محمد الطاهر في رعاية عمه وحضانة امه سعدة.

## شيوخه
- الشيخ محمد الصغير مجوجة حفظ عنه القرآن الكريم وكان ذلك عام 1937.
- الشيخ الطاهر العبيدي درس عنه العلوم الشرعية.
- الشيخ المعراج درش عنه علم المنطق.
- الشيخ علي كافي درس عنه البلاغة.

## طريقته في التعليم

### التعليم القرآني
بدأ حياته التعليمية بمسجد سيدي عبد الغفار كمعلم للقران الكريم وانفرد بطريقته الخاصة وذلك بتفويج الطلبة.

### تعليم العلوم الشرعية
خصص ما بين المغرب والعشاء في البداية ثم تفرغ كليا للعلم فكان اماما واعظا ومعلما مرشدا ومدرسا بارعا وذلك منذ 1950. كما زكى محمد الطاهر عبد الجواد أثناء عطلته الصيفية بالخصوص لاستخلافه في صلاة الجمعة بالمسجد العتيق (سيدي قاسم) بتبسبست وكان عمره لا يتجاوز العشرين سنة..

## تلاميذه
- محمد الطيب سليماني.
- الطالب السايح النوي.
- الطالب أحمد مهاني.
- الطالب أحمد عيشاوي. وغيرهم كثير.
- محمد السعيد بوبكر

## وفاته
بعد أداءه فريضة الحج سنة 1976 بدأ يضهر عليه التعب إلى درجة انه كان يدرس متكئا، بعد معانات كبيرة مع المرض وافته المنية في يوم 02 ماي 1982.